# イブン・バットゥータ・スタジアム

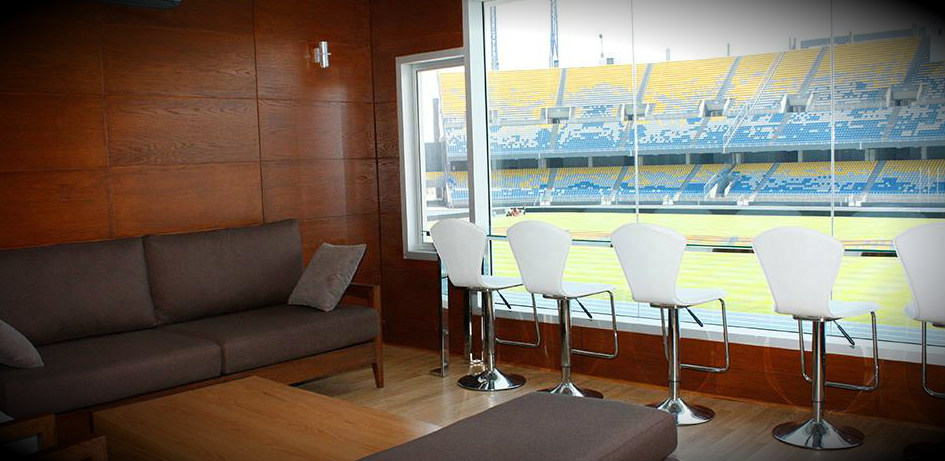
VIPルーム

イブン・バットゥータ・スタジアム(英語: Ibn Batouta Stadium, アラビア語: ملعب ابن بطوطة)は、モロッコのタンジェにある多目的スタジアム。イティハド・タンジェのホームグラウンドであり、FIFAクラブワールドカップ2022の会場であった。施設名の由来はイブン・バットゥータにちなむ。

## 歴史
2002年9月に着工し、2011年4月26日に完成する。

2023年にFIFAクラブワールドカップ2022を開催する為にキャパシティを45,000席から65,000席に増やし、スタンド、更衣室、ピッチ、スコアボード、看板を含むスタジアムの拡張工事も行われた。また、2023年7月にはアフリカネイションズチャンピオンシップ2025や2030 FIFAワールドカップの開催に向けて拡張工場を始める。キャパシティを65,000席から80,000席に増やす予定。

## 施設[1]

### ピッチ
サッカーの試合などが行われるフィールドは108m×71mの天然芝。陸上競技が行われるタータンのトラックがある。

### スタンド
座席数は合計65,000席ある。イブン・バットゥータ・スタジアムには8つのVIPルームがある。

### その他
- 更衣室 - サッカー選手用更衣室4室、陸上競技用更衣室2室、審判用更衣室1室
- 駐車場 - 1,200台収容可能
- レストラン - スタジアムのフィールドを一望できるレストラン。180人収容可能。
- メディア関連 - 150人を収容できるミックスゾーンと266席あるプレスボックス（英語版）が1つある。

## 主な大会
- FIFA（国際サッカー連盟）主管試合
  - 2023年 - FIFAクラブワールドカップ2022[5]
- CAF（アフリカサッカー連盟）主管試合
  - 2018年 - アフリカネイションズチャンピオンシップ2018（英語版）[6]
- FFF（フランスサッカー連盟）主管試合
  - 2011年 - トロフェ・デ・シャンピオン2011（英語版）[6]
  - 2017年 - トロフェ・デ・シャンピオン2017（英語版）
- RFEF（スペインサッカー連盟）主管試合
  - 2018年 - スーペルコパ・デ・エスパーニャ2018（英語版）[6]
- 国際親睦試合
  - 2013年8月14日 - サッカーモロッコ代表とサッカーブルキナファソ代表の国際親睦試合[8]
  - 2016年5月27日 - サッカーモロッコ代表とサッカーコンゴ共和国代表の国際親睦試合[9]
  - 2019年3月26日 - サッカーモロッコ代表とサッカーアルゼンチン代表の国際親睦試合[10]
  - 2019年10月15日 - サッカーモロッコ代表とサッカーガボン代表の国際親睦試合[11][12]
  - 2023年3月24日 - サッカーモロッコ代表とサッカーブラジル代表の国際親善試合[5]